# Agrabeeja kavakapriya
Agrabeeja kavakapriya är en svampart som beskrevs av Subram. 1995. Agrabeeja kavakapriya ingår i släktet Agrabeeja, divisionen sporsäcksvampar och riket svampar.   Inga underarter finns listade i Catalogue of Life.